# George Anson
George Anson (Shugborough, 1697. április 23. – 1762. június 6.) lord, sobertoni báró, angol tengernagy.

## Életrajza
Korán lépett a tengerészeti szolgálatba. Harcolt a spanyolok ellen 1717 és 1718-ban, 1735-ben pedig Anson városát alapította Dél-Karolina államban. Nagy dicsőséget szerzett az 1739-ben kitört angol-spanyol háborúban. 1740-ben körülhajózta a Horn-fokot s nagy zsákmányra tett szert Peru és Chile kikötőiben. Azután megkerülte a Jóreménység-fokát. A parlament köszönetet szavazott neki, a király pedig megtette altengernaggyá. 1747-ben újabb győzedelmet aratott a franciákon a Finisterre-foknál és dicsőségesen harcolt 1758-ban Brest mellett. Ezek után peer és tengernagy lett.